# Лапченок, Виктор
Ви́ктор Ла́пченок (латыш. Viktors Lapčenoks, в СССР — Виктор Станиславович Лапченок; род. 16 января 1947 года, Рига) — советский и латвийский эстрадный певец.

## Биография
Родился в рабочей семье. Отец, Станислав Лапченок, был мастером-обувщиком; мама, Янина, — рабочей на заводе «Рижские ткани».
Виктор в детстве серьёзно увлекался баскетболом и хотел стать спортсменом, из-за этого имел проблемы с учёбой в средней школе. В 1966 году окончил 17-ю Рижскую вечернюю среднюю школу, одновременно работая фрезеровщиком на Рижском вагоностроительном заводе. Работу и учёбу совмещал с тренировками, выступал за молодёжную сборную Латвии по баскетболу.
Отслужил срочную службу в армии пограничником в Рижском порту. В армии начал петь, участвовал в ансамблях при клубе строителей «Октябрь» и заводе «Альфа». Был замечен Раймондом Паулсом и приглашён в его музыкальный коллектив.
Был участником Рижского эстрадного оркестра (1970—1972), солистом вокально-инструментального ансамбля «Modo» Латвийской филармонии под управлением Раймонда Паулса (1972—1977). В 1980-х годах был солистом различных латвийских ансамблей, в том числе вокально-инструментального ансамбля «Inversija». С 1981 года солист Эстрадного оркестра Латвийского телевидения и радио.
С 1971 года пел в дуэте с женой Норой Бумбиере, оба принимали участие в записи популярных альбомов Раймонда Паулса «Teic, kur zeme tā», «Kurzeme», «Jūras balss», «Nekal mani gredzenā», «Laternu stundā», «Priekšnojauta». Был участником конкурса фирм грамзаписи Международного фестиваля песни в Сопоте (1976). В 1980 году развёлся с Норой Бумбиере.
С распадом Рижского эстрадного оркестра стал фрилансером. Участвует в отдельных концертах, с Янисом Бауварсом и др. В последние годы выезжал на гастроли в Америку и Ирландию.

## Дискография
- 1971 — «Teic, kur zeme tā»
- 1972 — «Kurzeme»
- 1973 — «Jūras balss»
- 1974 — «Nekal mani gredzenā»
- 1974 — «Vēl nav par vēlu»
- 1976 — «Laternu stundā»
- 1977 — «Priekšnojauta»
- 1999 — «Specpasūtijums»
- 2003 — «Paldies, ka tu man esi»